# 애니플러스의 방영 작품
다음은 애니플러스가 방영하는 작품들이다.

## 방영 작품
방영하고 있는 일본 작품들은 2003년 이후 제작된 작품들이다. 일부 작품은 한일 동시방영으로 방송되고 있으며 일본 성우진의 원어녹음을 그대로 인용하여 한국어 자막으로 방송하고 있다. 대한민국 작품의 경우는 이전 방송사에서 방영하였던 당시 국내 성우진의 녹음을 그대로 인용하여 한국어 녹음으로 방송하고 일본 이외 해외작품은 해당 국가 성우진의 원어녹음을 그대로 인용하여 한국어 자막으로 방송하고 있다.

### 방영 작품
- CANAAN
- 식령 제로
- 사후편지
- 비즈 게이머
- 푸른문학 시리즈
- 일기당천 Dragon Destiny
- 퀸즈 블레이드(1,2기)
- 팬텀
- 제로의 사역마(1,2,3기)
- 티어즈 투 티아라
- S.A 스페셜 에이
- 오버 드라이브
- 리스토란테 파라디조
- 여고생 Girl's High
- 내일의 요이치
- 케이온! (1기)
- 겐지 이야기 천년기 Genji
- 서양골동양과자점 ~안티크~
- 쓰리몬
- 이것은 좀비입니까?
- 파천황유희
- TIGER & BUNNY
- 딸기 마시마로 OVA

#### 2010년3월 22일[1]
- 바보와 시험과 소환수 1기
- 코드기어스 반역의 를르슈 (1, 2기)
- 늑대와 향신료 (1,2기)

#### 2011년6월 26일[2]
- 진지하게 날 사랑해 무삭제판

#### 2012년1월[3]
- 듀라라라!!

#### 2012년10월
- 우주쇼에 어서오세요
- 강철의 연금술사 미로스의 성스러운 별

#### 2012년1월
- 누라리횬의 손자
- 남자고교생의 일상

#### 2012년12월
- 캄피오네
- 극장판 테니스의 왕자

#### 2013년1월
- 블랙잭OVA

#### 2013년2월
- 스크라이드극장판
- 바케모노가타리

#### 2013년3월
- 트라이건 배드랜즈 럼블

#### 2013년5월
- 원피스 (애니메이션)3D: 밀짚모자 체이스(일본어, 한국어)
- 노래하는 왕자님 진심 1000%
- 킹덤

#### 2013년6월
- 킹덤2기

#### 2013년9월
- 빨간 머리 앤 그린 게이블로 가는 길
- BLOOD-C The Last Dark
- 극장판 테니스의 왕자 영국식 테니스성 결전 (한국어)
- 극장판 TIGER & BUNNY

#### 2014년1월[4][5]
- 소드 아트 온라인 Extra Edition
- 별을 쫓는 아이
- 초속 5cm

#### 2014년5월[6]
- 슈타인즈 게이트 부하 영역의 데자뷰
- 극장판 케이온!
- 극장판 은혼완결편 해결사여 영원하라!
- 헌터 × 헌터 팬텀 루즈 (일본어, 한국어)

#### 2014년7월
- 공각기동대 STAND ALONE COMPLEX

#### 2014년8월
- 꼬마마녀 요요와 네네 (한국어)
- 비밀결사 매발톱단 (한국어)
- 비밀결사 매발톱단 카운트 다운 (한국어)
- 공각기동대 S.A.C. 2nd GIG
- 하나모노가타리

#### 2014년9월[7][8]
- 코드 기아스 - 망국의 아키토
- 신이 없는 일요일 OVA
- 인피니트 스트라토스 2기 제1화 Full Ver.

#### 2014년10월
- 버디 컴플렉스 완결편

#### 2014년12월
- Wake Up, Girls! 극장판

#### 2015년1월
- 츠키모노가타리
- 쿠로코의 농구 특별편
- 리틀버스터즈

#### 2015년3월
- 원피스 : 에피소드 오브 메리(한국어)

#### 2015년5월
- 극장판 헌터X헌터 : 더 라스트 미션(일본어, 한국어)
- 낙원추방

#### 2015년8월
- 건담 빌즈 파이터즈 트라이

#### 2015년9월
- 극장판 고스트메신저

#### 2015년11월
- 취성의 가르간티아 OVA
- 원피스 : 에피소드 오브 나미(일본어, 한국어)
- 원피스 : 에피소드 오브 루피(일본어, 한국어)

#### 2015년12월
- 러브라이브! 특별영상 - ~뮤즈의 지금까지와 지금부터~

#### 2016년10월
- 빨강머리 백설공주
- 주문은 토끼입니까?
- 쿠로코의 농구 윈터컵 총집편 - 눈물의 끝
- 드래곤볼Z 신들의 전쟁 감독판
- 베이비 스텝
- 네가 있는 마을

#### 2016년11월
- 단칸방의 침략자?!
- 로그 호라이즌 2
- 절원의 템페스트
- 주문은 토끼입니까? 2기
- 창궁의 파프너 2기 Exodus
- 베이비 스텝 2기

#### 2017년1월
- 그랑블루 판타지 The Animation
- 던전에서 만남을 추구하면 안 되는 걸까 OVA
- 창궁의 파프너 HEAVEN AND EARTH
- Fate/Grand Order
- 쿠로코의 농구 OVA
- 울려라!  유포니엄(극장판)
- 극장판 하이 스피드! - 프리! 스타팅 데이즈
- 나만이 없는 거리 실사영화
- 극장판 키즈모노가타리-철혈편
- 극장판 키즈모노가타리-열혈편
- 극장판 트리니티 세븐
- 스트라이크 더 블러드OVA, 2기

#### 2017년4월
- 극장판 코드기아스 망국의 아키토 제5장(완결편)
- 테일즈 오브 제스티리아 더 크로스 25화
- 스트라이크 더 블러드 2기 7, 8화

#### 2017년7월
- 오와리모노가타리 하편
- UQ Holder! ~마법선생 네기마2~ OAD

#### 2017년10월
- Chaos; Child Silent sky
- 아이돌리쉬 세븐 선행편

#### 2018년1월
- 마법사의 신부 : 별을 기다리는 이

#### 2018년2월
- 극장판 프리즈마 이리야: 눈 오는 날의 맹세
- 관희 챠희카 OVA
- 사카모토입니다만? OVA

### 한일 동시방영 작품
- 엔젤 비트
- 회장님은 메이드 사마!
- 일기당천 Xtreme Xecutor
- WORKING!!
- B형 H계

3분기
- 오오카미 씨와 7명의 동료들
- 학원묵시록(하이스쿨 오브 더 데드)(나중에 무삭제판 방영)

4분기
- 신만이 아는 세계
- MM!
- 토가이누의 피
- 내 여동생이 이렇게 귀여울 리가 없어
- 백화요란 사무라이 걸즈(나중에 무삭제판 방영)

1분기
- 프랙탈
- 쓰리몬(2기)
- 꿈을 먹는 메리
- GOSICK - 고식 -
- 드래곤 크라이시스!
- 프리징
- 인피니트 스트라토스(IS)
- 마법소녀 마도카★마기카
- 방랑소년
- 레벨 E

2분기
- A채널
- 도그 데이즈 1기
- 꽃이 피는 첫걸음
- C
- 그날 본 꽃의 이름을 우리는 아직 모른다
- 일상 (만화)
- 슈타인즈 게이트
- 비탄의 아리아
- 청의 엑소시스트
- 신만이 아는 세계 2기
- 카이지 파계록편
- 우리들에게 날개는 없다
- 데드맨 원더랜드
- 마리아 홀릭 ALIVE(2기)
- 롯테의 장난감
- 별하늘에 걸린 다리

3분기
- 고양이신 팔백만
- 토끼 드롭스
- 바보와 시험과 소환수 2기
- 하느님의 메모장
- 신의 인형
- No.6
- 단탈리안의 서가
- 마요치키!
- 로큐브!
- 누라리횬의 손자 ~천년마경~
- 언젠가 천마의 검은토끼
- 이국미로의 크로와제
- 세이크리드 세븐

4분기
- Fate/Zero
- 나는 친구가 적다
- WORKING!! 2기
- 페르소나4
- 너와 나
- 미래일기
- 경계선상의 호라이즌
- 길티 크라운
- UN-GO
- 마켄키!
- 진지하게 날 사랑해
- 마시로색 심포니

1분기
- 아빠 말 좀 들어라!
- Another
- 블랙★록 슈터
- 이누X보쿠 시크릿 서비스
- 맹렬 우주해적
- 가짜 이야기
- 하이스쿨 DxD
- 킬미 베이비
- 아마가미 SS +
- 그 여름에서 기다릴게
- 제로의 사역마 F
- 남자 고교생의 일상

2분기
- 너와 나 2기
- 메다카 박스
- 액셀월드
- 전국 컬렉션
- 언덕길의 아폴론
- 교향시편 에우레카 7 AO
- 황혼소녀X암네지아
- 쿠로코의 농구
- 기어와라! 냐루코 양
- 여름색 기적
- 퀸즈블레이드 리벨리온
- 수수께끼 그녀 X
- 우폿테!!
- 이것은 좀비입니까? OF THE DEAD
- 빙과

3분기
- 경계선상의 호라이즌 2기
- 소드 아트 온라인
- 아르카나 파밀리아
- 그래서 나는 H를 할 수 없다
- 이 중에 1명, 여동생이 있다
- 박앵귀 여명록
- 사랑과 선거와 초콜릿
- 여름 눈 랑데부
- 열등용사의 귀축미학
- 도그 데이즈 2기
- 오다 노부나의 야망
- 초역 백인일수 우타코이
- 모야시몬 리턴즈
- 가난뱅이 신이!

4분기
- 메다카 박스 ABNORMAL
- 리틀 버스터즈!
- 로보틱스 노츠
- 마기
- 히다마리 스케치 × 허니컴
- To LOVE -트러블- 다크니스 - 방송 계획이 있었으나 방송사 사정으로 방송되지 않는다.[17]
- 사쿠라장의 애완 그녀
- 신세계에서
- 코드 브레이커
- 오빠지만 사랑만 있으면 상관없잖아?
- 오늘부터 신령님
- Psycho Pass
- BTOOOM!
- 무장신희
- 에비텐

1분기
- psycho pass
- 푸치마스!
- 러브 라이브!
- 비비드 레드 오퍼레이션
- 학생회의 일존 Lv.2
- 암네시아
- 막부말 의인전 로망
- 네코모노가타리(흑)
- 마오유우 마왕용사
- 섬란 카구라
- 팔견전 -동방팔견이문-
- 타마코 마켓
- THE UNLIMITED 효부 쿄스케
- 내 여자친구와 소꿉친구가 완전 수라장
- 나는 친구가 적다 NEXT

2분기
- 진격의 거인
- 내 여동생이 이렇게 귀여울리가 없어 2기
- 카니발
- RDG 레드 데이터 걸
- 노래하는 왕자님 진심 2000%
- 알바뛰는 마왕님
- 데이트 어 라이브
- 취성의 가르간티아
- 백화요란 사무라이 브라이드
- 부르잖아요 아자젤씨 2기
- 혁명기 발브레이브
- 기어와라! 냐루코 양 W
- 악의 꽃
- GJ부
- 변태 왕자와 웃지 않는 고양이
- 단재분리의 크라임 앳지
- 무시부교

3분기
- 진격의 거인
- 무시부교
- 귀가부 활동 기록
- 내가 인기 없는 건 아무리 생각해도 너희들이 나빠!
- 로젠메이든3기
- 로큐브SS
- 마계왕자
- 모노가타리 시리즈2nd Season
- 브라더스 컨플릭트
- 블러드래드
- 서번트×서비스
- 스텔라 여학원 고등과 C3부
- 신만이 아는 세계 여신편
- 신이 없는 일요일
- 은수저
- 초차원 게임 넵튠
- 팔견전 동방팔견이문2기
- 하이스쿨 DxD New
- 현시연 2대째
- 환영을 달리는 태양

4분기
- 모노가타리 시리즈2nd Season
- 킹덤 2기
- 골든 타임
- 기교소녀는 상처받지 않아
- 논논비요리
- 내 뇌 속의 선택지가 학원 러브 코미디를 전력으로 방해하고 있다
- 다이아몬드 A
- 더 파이팅 Rising
- 디아볼릭 러버즈
- 리틀 버스터즈 Refrain
- 마기 2기
- 벛꽃 사중주 - 꽃의 노래
- 블레이 블루 알터 메모리
- 사무라이 플라멩코
- 세계에서 제일 강해지고 싶어!
- 스트라이크 더 블러드
- 아웃브레이크 컴퍼니
- 용사가 되지못한 나는 마지못해 취직을 결심했습니다
- 은여우
- 인피니트 스트라토스 2기
- 잔잔한 내일로부터
- 푸른 강철의 아르페지오
- 프리징 바이브레이션
- 쿠로코의 농구 2기
- 킬라킬
- 혁명기 발브레이브 2기

1분기
- 골든 타임
- 더 파이팅 Rising
- 마기 2기
- 사무라이 플라멩코
- 스트라이크 더 블러드
- 잔잔한 내일로부터
- 쿠로코의 농구 2기
- 킹덤 2기
- 킬라킬
- Wake Up, Girls!
- 노라가미
- 노부나가 더 풀
- 농림
- 니세코이
- 마법전쟁
- 마켄키 2기
- 미확인으로 진행형
- 버디 컴플렉스
- 사쿠라 트릭
- 세계정복 - 모략의 즈베즈다
- 슈퍼 소니코[23]
- 옆자리 세키군
- 위저드 배리스터즈 - 변마사 세실
- 은수저
- 이나리, 콩콩, 사랑의 첫걸음
- 젝스 이그니션
- 충사 특별편
- 학생회 임원들 2기
- 호오즈키의 냉철

2분기
- 노부나가 더 풀
- 니세코이
- 다이아몬드 에이스
- 건전로봇 다이미다라
- 관희 챠이카
- 그녀의 플래그가 꺾이면
- 그럼에도 세상은 아름답다
- 극흑의 브륜힐데
- 노 게임 노 라이프
- 데이트 어 라이브 2기
- 러브라이브! 2기
- 류가죠 나나나의 매장금
- 만화가랑 어시스턴트랑
- 메카쿠시티 액터즈
- 블레이드 앤 소울
- 성각의 용기사
- 시도니아의 기사
- 악마의 리들
- 옆자리 세키군
- 일주일간 친구
- 충사 2기
- 캡틴 어스
- 풍운유신 다이쇼군
- 핑퐁
- selector infected WIXOSS

3분기
- 다이아몬드 에이스
- 캡틴 어스
- Psycho-Pass 신편집판
- 글라스립
- 마지모지 루루모
- 막부말Rock
- 모모큔 소드
- 바라카몬
- 백은의 의지 아르제보른
- 소드 아트 온라인 2기
- 아오하라이드
- 아카메가 벤다!
- 알드노아. 제로
- 월간순정 노자키 군
- 인생 [인생상담 TV애니메이션]
- 잔향의 테러
- 전국 바사라 Judge End
- 정령사의 검무
- 페르소나4 The GOLDEN
- 프리즈마 이리야 2wei!
- 하나야마타
- 흑집사 Book of Circus
- DRAMAtical Mirder
- Free! Eternal summer

4분기
- 백은의 의지 아르제보른
- 소드 아트 온라인 2기
- 아카메가 벤다!
- 건담 G의 레콘기스타
- 걸 프렌드(베타)
- 관희 챠이카 AVENGING BATTLE
- 그리자이아의 과실
- 마탄의 왕과 바나디스
- 신격의 바하무트 제네시스
- 이능배틀은 일상계 속에서
- 일곱 개의 대죄
- 잃어버린 미래를 찾아서
- 저, 트윈 테일이 됩니다
- 천체의 메소드
- 충사2
- 크로스 앙쥬 - 천사와 용의 윤무 -
- 트리니티 세븐
- 4월은 너의 거짓말
- Fate/stay night
- selector spread WIXOSS
- SHIRO BAKO
- Psycho-Pass 2기

1분기
- 건담 G의 레콘기스타
- 다이아몬드 에이스 2기
- 일곱개의 대죄
- 크로스 앙쥬 - 천사와 용의 윤무 -
- 4월은 너의 거짓말
- SHIROBAKO
- 데스 퍼레이드
- 듀라라라 X2(승)
- 롤링 걸즈
- 새 여동생 마왕의 계약자
- 아이돌 마스터 신데렐라 걸즈
- 알드노아. 제로
- 앱솔루트 듀오
- 오늘부터 신령님 2기
- 유리쿠마 아라시
- 이스카
- 총황무진의 파프니르
- 쿠로코의 농구 3기
- 행복 그래피티
- DOG DAYS 3기

2분기
- 다이아몬드 에이스 2기
- 쿠로코의 농구 3기
- 건슬링거 스트라토스
- 그라자이아의 미궁/낙원
- 나가토 유키짱의 소실
- 노래하는 왕자님 진심 LOVE 레볼루션즈
- 니세코이 2기
- 닌자 슬레이어
- 던전에서 만남을 추구하면 안 되는 걸까
- 미카구라 학원 조곡
- 방과후의 플레이아데스
- 시도니아의 기사 제9행성전쟁
- 야마다와 7명의 마녀
- 영감!
- 전파교사
- 트리아지X
- 펀치라인
- 하이스쿨 DxD BorN
- 헬로~!! 금빛모자이크
- Fate/stay night 2nd
- SHOW BY LOCK!!

3분기
- 닌자 슬레이어
- 다이아몬드 에이스 2기
- 전파교사
- 갓챠맨 크로우즈 인사이드
- 건어물 여동생! 우마루짱
- 공전마도사 후보생의 교관
- 논논비요리 리피트
- 듀라라라!!X2 (전)
- 란포 기담
- 몬스터 아가씨가 있는 일상
- 비키니 워리어즈
- 샤를로트
- 아이돌 마스터 신데렐라 걸즈
- 아쿠에리온 로고스
- 야한 이야기라는 개념이 존재하지 않는 지루한 세계
- 오버로드
- 청춘X기관총
- 투러브 트러블 다크니스 2nd
- 프리즈마 이리야 2wei Herz!
- 학교생활!
- CLASSROOM CRISIS!
- GANGSTA
- GOD EATER
- WORKING!!! 3기

4분기
- 다이아몬드 에이스 2기
- 아쿠에리온 로고스
- 기동전사 건담 철혈의 오펀스
- 낙제 기사의 영웅담
- 내가 아가씨 학교에 '서민 샘플'로 납치당한 사건
- 노라가미 ARAGOTO
- 대 마도학원 35시험소대
- 디아볼릭 러버즈 MORE,BLOOD
- 모든것이 F가된다 THE PERFECT INSIDE
- 발키리 드라이브 머메이드
- 비탄의 아리아 AA
- 사쿠라코 씨의 발밑에는 시체가 묻혀있다
- 새 여동생 마왕의 계약자 BURST
- 아쿠에리온 로고스
- 오와리모노가타리
- 진격! 거인중학교
- 코멧 루시퍼

1분기
- 기동전사 건담 철혈의 오펀스
- 다이아몬드 에이스 2기
- 칭송받는 자 ~ 거짓의 가면
- 가르쳐줘! 갸루코짱
- 나만이 없는 거리
- 너스 위치 코무기 짱 R
- 듀라라라!!X2(결)
- 무채한의 팬텀월드
- 재와 환상의 그림갈
- 최약무패의 신장기룡
- 프린드 오브 스트라이드 얼터너티브
- 하루치카 ~하루카와 치타는 청춘이다~
- 홍각의 판도라
- Bubuki·Buranki
- Luck and Logic

2분기
- 기동전사 건담 유니콘 RE:0096
- 마요이가
- 무지개빛 데이즈
- 문호 스트레이독스
- 빅 오더
- 사카모토입니다만?
- 삼자삼엽
- 성전 케르베로스 - 용각의 파탈리테
- 슈퍼 러버즈
- 쌍성의 음양사
- 엔드라이드
- 조커 게임
- 쿠마미코
- 키즈나이버
- 타나카 군은 항상 나른해
- 플라잉 위치
- 헌드레드
- Re:제로부터 시작하는 이세계 생활

3분기
- 기동전사 건담 유니콘 RE:0096
- 쌍성의 음양사
- Re:제로부터 시작하는 이세계 생활
- 단간론파3 - The End of 키보가미네 학원-미래편
- 단간론파3 - The End of 키보가미네 학원-절망편
- 러브 라이브! 션샤인!!
- 마장학원 HxH
- 미남고교 지구방위부 LOVE! LOVE!
- 베르세르크
- 스칼렛 라이더 젝스
- 아만츄!
- 엔드라이드
- 식극의 소마 두 번째 접시
- 첫사랑 몬스터
- 퀄리디아 코드
- 테일즈 오브 제스티리아 더 크로스
- 프리즈마 이리야 3rei!!
- 한다 군
- DAYS
- Rewrite
- SHOW BY ROCK!! 쇼~트!!
- 91Days

4분기
- 쌍성의 음양사
- DAYS
- 경녀!!!!!!!!
- 기동전사 건담 철형의 오펀스 2기
- 노래하는 왕자님 진심 LOVE 레전드 스타
- 드림페스!
- 문호 스트레이독스 2기
- 브레이브 위치스
- 오컬틱 나인
- 우동나라의 황금색 털뭉치
- 울려라! 유포니엄 2기
- 작열의 탁구소녀
- 장신소녀 마토이
- 종말의 이제타
- 클래시컬로이드
- 플립 플래퍼즈
- Bubuki-Buranki 별의 거인
- Lostorahe incited WIXOSS
- SHOW BY ROCK!!#

1분기
- 기동전사 건담 철혈의 오펀스 2기
- 쌍성의 음양사
- 가브릴 드롭아웃
- 그랑블루 판타지 The Animation
- 슈퍼 러버즈 2기
- 스쿨걸 스트라이커즈
- 우라라 미로첩
- 청의 엑소시스트 교토 부정왕편
- 카오스 차일드
- 코바야시네 메이드래곤
- 클래시컬로이드
- 테일즈 오브 제스티리아 더 크로스
- 후우카
- ACCA 13구 감찰과
- MARGINAL#4 KISS에서 창조되는 빅뱅
- Rewrite
- TRICKSTER
- 은혼 4기

2분기
- 그랑블루 판타지 The Animation
- 가부키부!
- 무장소녀 마키아벨리즘
- 베르세르크
- 복면계 노이즈
- 사쿠라다 리셋
- 사쿠라 퀘스트
- 소드 오라토리아
- 아이돌 마스터 실데렐라 걸즈 극장
- 왕실교사 하이네
- 에로망가 선생
- 연애폭군
- 웃는 세일즈맨 NEW
- 유정천 가족2
- 제로에서 시작하는 마법의 서
- 종말에 뭐 하세요? 바쁘세요? 구해 주실 수 있나요?
- 진격의 거인 2기
- 트윈엔젤 BREAK
- sin 일곱 개의 대죄

3분기
- 바티칸 기적 조사관
- 히나로지 ~From Luck & Logic~
- 나이츠 & 매직
- 독점 마이 히어로
- 이세계 식당
- 요괴 아파트의 우아한 일상
- 천사의 3P!
- 바보걸
- 심심한 칠드런
- 사쿠라다 리셋
- 사쿠라 퀘스트
- 어서오세요 실력지상주의 교실에
- 게이머즈!
- 센토루의 고민
- 드림페스! R

4분기
- 건어물 여동생! 우마루짱R
- 아이돌 마스터 사이드M
- 여동생만 있으면 돼.
- 호오즈키의 냉철 2기
- 요괴 아파트의 우아한 일상 2쿨
- 아이돌 마스터 신데렐라 걸즈 극장 2기
- Wake up, Girls! 신장
- 전각 나이트 블러드
- 식극의 소마: 세번째 접시
- 츠우카아
- UQ Holder! ~마법선생 네기마2~ (전작인 네기마는 XTM에서, 네기마?! 는 애니맥스 방영)
- 내 여자친구가 너무 성실한 처녀 빗치인 건
- 드림페스! R
- 클래시컬로이드 제 2시리즈
- 마법사의 신부
- 은혼.포로리편
- 러브 라이브! 선샤인!! 제 2기
- 케모노 프렌즈

1분기
- 마법사의 신부
- 클래시컬 로이드 2기
- 그랑크레스트 전기
- 하카타 돈코츠 라멘즈
- 은혼: 은빛 영혼편
- 아이돌리쉬 7
- Citrus
- 도사의 무녀
- 일곱 개의 대죄 : 계명의 부활
- 시원찮은 그녀를 위한 육성방법 b
- 용왕이 하는 일!
- 패궁 봉신연의
- 에미야 가의 오늘의 밥상
- 달링 인 더 프랑키스
- 오버로드 2기

2분기
- 일곱 개의 대죄: 계명의 부활
- 식극의 소마 세 번째 접시: 토오즈키 열차 편
- 도사의 무녀
- 소드 아트 온라인 얼터너티브: 건 게일 온라인
- 호오즈키의 냉철 제 2기의 2
- 창천의 권 -REGENESIS-
- 우마무스메 Pretty Derby
- 캡틴 츠바사 2018
- 하이스쿨 DXD HERO
- Lostorage conflated Wixoss
- 슈타인즈 게이트 제로
- 3D 그녀 리얼 걸
- 타다 군은 사랑을 하지 않는다
- 게게게의 키타로
- 노예구 The Animation
- 패궁 봉신연의
- 그랑크레스트 전기
- 페르소나5 The Animation
- 달링 인 더 프랑키스

3분기
- 진격의 거인: 시즌3
- 츠쿠모가미 빌려드립니다
- 음악소녀
- 은혼: 은빛영혼편 2쿨
- 플래닛 위드
- 꿈왕국과 잠자는 100명의 왕자님
- 하네배드!
- 아이돌 마스터 신데렐라 걸즈 극장 시즌3
- 캡틴 츠바사
- 중간관리록 토네가와
- 오버로드 III
- 슈타인즈 게이트 제로
- 천총사
- 게게게의 키타로
- 소녀 가극 레뷰 스타라이트
- 앙골모아 원구전투기
- 하루카나 리시브
- 살육의 천사
- 페르소나 5 The Animation
- Free! Dive to the Future

4분기
- 소드 아트 온라인: 엘리시제이션
- 게게게의 키타로
- 중간관리록 토네가와
- 창천의 권: Regenesis
- 캡틴 츠바사
- 청춘 돼지는 바니걸 선배의 꿈을 꾸지 않는다
- 츠루네 - 카제마이고교 궁도부
- 이윽고 네가 된다
- Release the Spyce
- 바람이 강하게 불고 있다.
- 안기고 싶은 남자 1위에게 협박당하고 있습니다.
- 전생했더니 슬라임이었던 건에 대하여
- 고블린 슬레이어
- Bakumatsu
- 메르크 스토리아 - 무기력한 소년과 병 속의 소녀
- 아이돌 마스터 Side M - 이유 있어 Mini!
- 히노마루 스모

1분기
- 약속의 네버랜드
- 도메스틱 그녀
- 5등분의 신부
- 부기팝은 웃지 않는다
- 방패 용사 성공담
- 뱅 드림!! Second season
- 컬러풀 파스토랄레
- 파스텔 메모리즈
- B-project ~절정*이모션
- 케모노 프렌즈 2
- 데이트 어 라이브 3
- 3D 그녀 리얼 걸 Part 2
- 소드 아트 온라인 앨리시제이션
- 히노마루 스모
- 바람이 강하게 불고 있다
- 게게게의 키타로
- 캡틴 츠바사

2분기
- 방패 용사 성공담
- 페어리 곤
- 로비 하치
- 센류소녀
- 이 소리에 모여!
- 소멸도시
- 다이아몬드 에이스 Act 2
- 8월의 신데렐라 나인
- 게게게의 키타로
- 이세계 콰르텟
- 도우미 여우 센코 씨
- 문호 스트레이 독스 3기
- 킹 오브 프리즘
- 진격의 거인 3기 2쿨
- 음란한 아오는 공부를 할 수 없어
- Bakumatsu 크라이시스
- 사라잔마이
- 신데렐라 걸즈 극장 Climax Season

3분기
- 로드 엘밀레이 2세의 사건부
- 던전에서 만남을 추구하면 안 되는 걸까? 2기
- 거친 계절의 소녀들이여
- 귀여우면 변태라도 좋아해 줄 수 있나요?
- 불꽃 소방대
- 다이아몬드 에이스 Act 2
- 그란벨름
- 일반공격이 전체공격의 2회 공격인 엄마는 좋아하세요?
- 조난입니까?
- 흔해빠진 직업으로 세계최강
- 덤벨 몇 킬로까지 들 수 있어?
- 우리 딸을 위해 마왕도 쓰러드릴 수 있을지도 몰라.
- 저 너머의 아스트라
- 앙상블 스타즈!
- 게게게의 키타로

4분기
- 게게게의 기타로
- 다이아몬드 에이스 Act2
- 이 소리에 모여!
- Fate/grand order -절대 마수 전선 바빌로니아-
- 책벌레의 하극상
- 앙상블 스타즈!
- 식극의 소마 신의 접시
- 불꽃 소방대
- 그랑블루 판타지 The Animation Season 2
- Fairy gone -페어리 곤-
- 경시청 특무부 특수흉악범 대책실 제 7과 -토쿠나나-
- 소드 아트 온라인 앨리시제이션 War of Underworld
- 라이플 이즈 뷰티풀
- 노 건즈 라이프
- 일곱 개의 대죄 신들의 역린
- 호시아이의 하늘
- 창단! 짐승의 길
- 아프리카의 샐러리맨
- 싸움X사랑
- 이 용사가 ZZANG센 주제에 너무 신중하다
- 어새신즈 프라이드

1분기
- Re:제로부터 시작하는 이세계 생활(감독판)
- 어떤 과학의 초전자포 T
- 플런더러
- 내 옆에 암흑 파괴신이 있습니다.
- 우치타마?! ~우리집 타마를 모르시나요?
- 지박소년 하나코 군
- 이세계 콰르뎃2
- 마술사 오펜  뜻밖의 여행
- 런웨이에서 웃어줘
- 방 캠Δ
- 인피니트 덴드로그램
- 22/7 -나나분노 니쥬우니-
- SHOW BY ROCK!! 마슈마이렛슈!!
- 오다 시나몬 노부나가
- 뱅 드림! 3rd Season
- 마기아 레코드 마법소녀 마도카☆마기카 외전
- 일곱개의 대죄 - 신들의 역린
- Fate Grand Order 절대마수전선  바빌로니아
- 다이아몬드 에이스 ACT 2
- 게게게의 키타로

2분기
- 신의 탑
- 아르고나비스 from BanG Dream! ANIMATION
- 아르테
- 여성향 게임의 파멸 플래그밖에 없는 악역 영애로 환생해버렸다…
- 예스터데이를 노래하며
- 책벌레의 하극상: 사서가 되기 위해서라면 뭐든지 할 수 있어 2부
- 파도여 들어다오
- 프린세스 커넥트! Re:Dive
- 플런더러
- LISTENERS

3분기
- 갓 오브 하이스쿨 (한국어 더빙)
- 갓 오브 하이스쿨 (자막)
- 노 건즈 라이프
- 데카당스
- 라피스 리라이츠
- 러브앤프로듀서: EVOL×LOVE
- 마왕학원의 부적합자 ~사상 최강의 마왕인 시조, 전생해서 자손들의 학교에 다니다~
- 몬스터 아가씨의 의사 선생님
- 무효와 로지의 마법률상담사무소 2기
- 불꽃 소방대 2장
- 소드 아트 온라인 앨리시제이션: War of Underworld 파트 2
- 식극의 소마 다섯 번째 접시
- 어떤 과학의 초전자포 T
- 우마욘
- 천청난만!
- 피터 그릴과 현자의 시간
- Re:제로부터 시작하는 이세계 생활 2기

4분기
- 그라부룻!
- D4DJ First Mix
- 불길한 바르하이트 -ZUERST-
- 뒤떨어진 후르츠 타르트
- 아다치와 시마무라
- 체조 사무라이
- 주문은 토끼입니까? BLOOM (3기)
- 신이 된 날
- 신들에게 주워진 남자
- 아쿠다마 드라이브
- 곰 곰 곰 베어
- 이케부쿠로 웨스트 게이트 파크
- 너와 나의 최후의 전장, 혹은 세계가 시작되는 성전
- 마왕성에서 잘 자요
- 이와카케루! -Sport Climbing Girls-
- 노블레스 (한글자막)
- 노블레스 (한국어 더빙)
- 마에세츠!
- 전익의 시그드리파
- 무능한 나나
- 어설트 릴리 Bouquet
- 히프노시스 마이크 -Division Rap Battle-
- 쓰르라미 울 적에 업
- 어쨌든 귀여워
- 킹스레이드: 의지를 잇는 자들
- 러브 라이브! 니지가사키 학원 스쿨 아이돌 동호회
- 던전에서 만남을 추구하면 안 되는 걸까 3기
- 나는 100만 명의 목숨 위에 서 있다
- 주술회전
- 마녀의 여행
- 불꽃 소방대 2장
- 아이돌리쉬 세븐 Second BEAT!
- 진격의 거인 더 파이널

1분기
- 괴물사변
- 로그 호라이즌: 원탁붕괴
- 괴병의 라무네
- 유루캠△ 2기
- 쇼 바이 락!! 스타즈!!
- WIXOSS DIVA (A) LIVE
- 우마무스메 PRETTY DERBY 2기
- 마술사 오펜 뜻밖의 여행 킴라크편
- 스케이트 리딩☆스타즈
- 문호 스트레이 독스 멍!
- 회복술사의 재시작
- 논논비요리 논스톱
- WAVE!! ~서핑하자!!~
- 약캐 토모자키 군
- 5등분의 신부 ∬
- 무직전생 ~이세계에 갔으면 최선을 다한다~ 전반
- 프레이터의 상처
- 이세계 피크닉
- 나만 들어가는 숨겨진 던전
- 장갑 소녀 전기
- 오르텐시아 사가
- 원더 에그 프라이어리티
- 호리미야
- 약속의 네버랜드 2기
- 전생했더니 슬라임이었던 건에 대하여 2기 전반
- 게키돌
- 아이★츄
- 쓰르라미 울 적에 업
- 킹스레이드: 의지를 잇는 자들
- 진격의 거인 더 파이널
- D4DJ First Mix
- 주술회전
- Re:제로부터 시작하는 이세계 생활 2기 후반
- 마이코네 행복한 밥상
- D4DJ Petit Mix

2분기
- 86 -에이티식스- 전반
- 괴롭히지 말아요, 나가토로 양
- 도쿄 리벤저스
- 드래곤, 집을 사다.
- 마이코네 행복한 밥상
- 미소년 탐정단
- 백 텀블링!!
- 불멸의 그대에게
- 섀도 하우스
- 세븐나이츠 레볼루션: 영웅의 후계자
- 세스타스 -The Roman Fighter-
- 성녀의 마력은 만능입니다
- 소꼽친구가 절대로 지지 않는 러브 코미디
- 수염을 깎다. 그리고 여고생을 줍다.
- 순백의 소리
- 슬라임을 잡으면서 300년, 모르는 사이에 레벨 MAX가 되었습니다
- 요란 THE PRINCESS OF SNOW AND BLOOD
- 전생했더니 슬라임이었던 건에 대하여 전슬라일기
- 킹덤 3기
- BLUE REFLECTION RAY
- D4DJ Petit Mix
- Fairy 란마루 ~당신의 마음을 돕겠습니다~
- SSSS.DYNAZENON
- Vivy -Fluorite Eye’s Song-

3분기
- 가극 소녀!!
- 겟타로보 아크
- 나는 100만 명의 목숨 위에 서 있다 2기
- 달이 이끄는 이세계 여행
- 도쿄 리벤저스
- 디사이드 트로이메라이
- 러브 라이브! 슈퍼스타!!
- 마이코네 행복한 밥상
- 만난 지에 5초 만에 배틀
- 바니타스의 수기 전반
- 불멸의 그대에게
- 사신 도련님과 검은 메이드
- 쓰르라미 울 적에 졸
- 아이돌리쉬 세븐 Third BEAT! 전반
- 여성향 게임의 파멸 플래그밖에 없는 악역 영애로 환생해버렸다… X
- 여신 기숙사의 사감 군.
- 원더 에그 프라이어리티 특별편
- 쟈히님은 기죽지 않아!
- 전생했더니 슬라임이었던 건에 대하여 2기 후반
- 치트 약사의 슬로우 라이프 ~이세계에 만들자 드러그 스토어~
- 코바야시네 메이드래곤 S
- 탐정은 이미 죽었다
- 하얀 모래의 아쿠아톱
- 현실주의 용사의 왕국 재건기
- 킹덤 3기
- BLUE REFLECTION RAY
- D4DJ Petit Mix
- NIGHT HEAD 2041
- RE-MAIN
- Sonny Boy

4분기
- 86 -에이티식스- 후반
- 경계전기
- 다이쇼 소녀 전래동화
- 달과 라이카와 흡혈공주
- 데지 미츠 걸
- 무직전생 ~이세계에 갔으면 최선을 다한다~ 후반
- 보이는 여고생
- 비주얼 프리즌
- 빌디바이드 CODE : BLACK
- 세븐나이츠 레볼루션: 영웅의 후계자 (한국어 더빙)
- 시키자쿠라
- 역전세계의 전지소녀
- 유우키 유우나는 용사다: 대만개의 장
- 유우키 유우나는 용사다 후루룩!
- 이세계 식당 2기
- 쟈히님은 기죽지 않아!
- 카기나도
- 프라오레! ~PRIDE OF ORANGE~
- 플래티넘 엔드
- 하얀 모래의 아쿠아톱
- 흡혈귀는 툭하면 죽는다
- 테슬라 노트
- BanG Dream! 걸파☆피코 피버
- Deep Insanity THE LOST CHILD
- SELECTION PROJECT

1분기
- 괴인 개발부의 쿠로이츠 씨
- 그 비스크 돌은 사랑을 한다
- 녹을 먹는 비스코
- 도쿄 24구
- 리맨즈 클럽
- 리아데일의 대지에서
- 바니타스의 수기 후반
- 소녀전선
- 슬로우 루프
- 실격문장의 최강 현자
- 아케비의 세일러복
- 진격의 거인 더 파이널 후반
- 천재 왕자의 적자국가 재생술
- 풋살 보이즈!!!!!
- 프린세스 커넥트! Re:Dive 시즌 2
- 플래티넘 엔드
- 하코즈메 ~파출소 여자의 역습~
- 현실주의 용사의 왕국 재건기 후반
- 흔해빠진 직업으로 세계최강 2기
- BanG Dream! 걸파☆피코 피버
- CUE!
- TRIBE NINE

2분기
- 경계전기 2부
- 군청의 팡파르
- 귀엽기만 한 게 아닌 시키모리 양
- 데이트 어 라이브 4기
- 러브 라이브! 니지가사키 학원 스쿨 아이돌 동호회 2기
- 러브 올 플레이
- 마법사의 여명기
- 방패용사 성공담 2기
- 빌디바이드 CODE : WHITE
- 사랑은 세계정복 후에
- 사축 씨는 꼬마 유령에게 치유받고 싶어.
- 아하렌 양은 알 수가 없어
- 에스타브 라이프
- 용사, 그만둡니다
- 이 힐러, 귀찮아
- 책벌레의 하극상 -사서가 되기 위해서라면 뭐든지 할 수 있어- 3기
- 카기나도 2기
- 쿠노이치 츠바키의 속마음
- 킹덤 4기
- 히로인 된 자! ~미움받는 히로인과 비밀스러운 일~
- 힐러 걸
- BIRDIE WING -Golf Girls' Story-
- CUE!
- SPY×FAMILY 파트 1

3분기
- 그래도 아유무는 다가온다
- 금장의 벨메이유 ~벼랑 끝 마술사는 최강의 재액과 마법세계를 헤쳐나간다~
- 던전에서 만남을 추구하면 안 되는 걸까 Ⅳ: 신장 미궁편
- 러브 라이브! 슈퍼스타!! 2기
- 러브 올 플레이
- 리코리스 리코일
- 반지의 기사
- 새 엄마가 데려온 딸이 전 여친이었다
- 섀도 하우스 2기
- 슛! Goal to the Future
- 신 테니스의 왕자 U-17 WORLD CUP
- 알바 뛰는 마왕님!!
- 어서오세요 실력지상주의 교실에 2nd Season
- 연맹공군 항공마법음악대 루미너스 위치스
- 오버로드 IV
- 웃는 아르스노토리아 킁!
- 이세계 약국
- 전생 현자의 이세계 라이프 ~두 번째 직업을 얻고 세계 최강이 되었습니다~
- 최근 고용한 메이드가 수상하다
- 치미모
- 칭송받는 자: 두 명의 백황
- 킹덤 4기
- 프리마 돌
- Engage Kiss
- Extreme Hearts
- RWBY 빙설제국
- SHINE POST

4분기
- 닌자 잇토키
- 명일방주 【여명의 전주곡】
- 반지의 기사
- 불멸의 그대에게 2기
- 블루 록
- 아이돌리쉬 세븐 Third BEAT! 후반
- 아키바 메이드 전쟁
- 악역 영애이기 때문에 최종 보스를 길러보았습니다
- 연애 플롭스
- 전생했더니 검이었습니다
- 책벌레 공주
- 칭송받는 자: 두 명의 백황
- 쿨하고 바보 같은 남자
- 팝 팀 에픽 Seoson 2
- 피터 그릴과 현자의 시간 Super Extra
- 후궁의 까마귀
- SPY×FAMILY 파트 2

1분기
- 5000살 먹은 초식 드래곤, 억울한 사룡 낙인
- 개가 되었더니 좋아하는 사람이 날 주웠다.
- 괴롭히지 말아요, 나가토로 양 2nd Attack
- 노후를 대비해 이세계에서 금화 8만 개를 모읍니다
- 니어:오토마타 Ver1.1a
- 니지욘 애니메이션
- 대설해의 카이나
- 던전에서 만남을 추구하면 안 되는 걸까 4 심장 재액편
- 리벤저
- 마술사 오펜 뜻밖의 여행 어번라마편
- 마왕학원의 부적합자 Ⅱ ~사상 최강의 마왕인 시조, 전생해서 자손들의 학교에 다니다~
- 문호 스트레이독스 4기
- 버디 대디스
- 불멸의 그대에게 2기
- 불 사냥의 왕
- 블루 록
- 슈거 애플 페어리 테일
- 신들에게 주워진 남자 2
- 심부름꾼 사이토 씨, 이세계에 가다
- 아야카시 트라이앵글
- 영웅왕, 극한의 무를 위해 전생하다 ~그리고 세계 최강의 견습기사가 되다♀~
- 옆집 천사님 때문에 어느샌가 인간적으로 타락한 사연
- 오빠는 끝!
- 이세계 유유자적 농가
- 인간 불신 모험가들이 세계를 구하는 듯합니다
- 전생 왕녀와 천재 영애의 마법 혁명
- 진ㆍ진화의 열매 ~모르는 사이 성공한 인생~
- 츠루네 -이어짐의 한 발-
- 츤데레 악역 영애 리젤로테와 실황의 엔도 군과 해설의 코바야시 양
- 쿠보 양은 나를 내버려두지 않아
- 터무니없는 스킬로 이세계 방랑 밥
- 테크노로이드 OVERMIND
- 토모 짱은 여자아이!
- 해고당한 암흑병사(30대)의 슬로한 세컨드 라이프
- 흡혈귀는 툭하면 죽는다 2
- D4DJ All Mix
- HIGH CARD

2분기
- 곰 곰 곰 베어 펀치!
- 그녀가 공작저로 가야 했던 사정
- 내 마음의 위험한 녀석
- 내 옆에 은하
- 너는 방과 후 인섬니아
- 니어:오토마타 Ver1.1a
- 마법사의 신부 2
- 마법소녀 매지컬 디스트로이어즈
- 마술사 오펜 뜻밖의 여행 어번라마편
- 마슐
- 마이 홈 히어로
- 사정을 모르는 전학생이 거침없이 다가온다.
- 스킵과 로퍼
- 신 없는 세계의 신 활동
- 아이돌마스터 신데렐라 걸즈 U149
- 야마다 군과 Lv999의 사랑을 하다
- 어쨌든 귀여워 2
- 오타쿠 엘프
- 용사가 죽었다!
- 월드 다이 스타
- 이세계 원턴킬 누나 ~누나 동반 이세계 생활 시작했습니다~
- 이세계 소환은 두 번째입니다
- 이세계에서 치트 능력을 손에 넣은 나는, 현실세계에서도 무쌍한다 ~레벨 업은 인생을 바꿨다~
- 인연의 알레르
- 전생귀족의 이세계 모험록 ~자중할 줄 모르는 신들의 사도~
- 제물공주와 짐승의 왕
- 【최애의 아이】
- 쿠보 양은 나를 내버려두지 않아
- 푸른 오케스트라
- BIRDIE WING -Golf Girls' Story- Season 2
- THE MARGINAL SERVICE

### 대한민국의 작품
모두 한국어 녹음이다.
- 파워컨텀맨
- 메타제트
- 스페이스 힙합덕
- 롤링 스타즈
- 유후와 친구들
- 와글와글 꼬꼬맘
- 깨미(3기)
- 라바
- 변신자동차 또봇
- 라라의 스타일기(1,2기)
- 마법천자문
- 뽀롱뽀롱 뽀로로
- 꼬마버스 타요
- 치링치링 시크릿 쥬쥬
- 엉뚱발랄 콩순이와 친구들
- 헬로 카봇
- 터닝메카드
- 터닝메카드 W
- 소피 루비
- 애슬론 또봇
- 프리파라
- 공룡메카드
- 바이트 초이카
- 뽀삐뿌

### 일본 이외의 작품
- 늑대 루보(이탈리아, ㈜ 아이코닉스 엔터테인먼트 수입)
- 펠릭스(이탈리아)
- 스파게티 패밀리(이탈리아, ㈜ 아이코닉스 엔터테인먼트 수입)
- 몬스터와 해적(이탈리아)
- 엔젤스 프렌즈(이탈리아)
- 엔요의 전설(호주)

### 판권 만료 작품
2015년 4월부터 2009년부터  방영했던 작품들의 판권이 만료되기 시작했다.
- 서쪽의 착한 마녀
- 파니포니대쉬!
- 스크랩드 프린세스
- 브레이브 위치스(OVA 미방영)
- 작열의 탁구소녀
- 클래시컬로이드 1, 2
- 논논비요리: 리피트
- 취성의 가르간티아
- 아만츄!
- 하루카나 리시브
- 몬스터 아가씨가 있는 일상
- 리틀 버스터즈!
- 리틀 버스터즈! Refrain
- 바케모노가타리
- 니세모노가타리
- 츠키모노가타리
- 하나모노가타리
- 모노가타리 세컨드 시즌
- 행복 그래피티
- 나는 친구가 적다
- 나는 친구가 적다 NEXT
- 플립 플래퍼즈
- 울려라! 유포니엄 2
- 릴리즈 더 스파이스
- 우라라 미로첩
- 사쿠라 퀘스트
- 유정천 가족 2
- 드림페스 R
- 클래시컬로이드
- 중간관리록 토네가와
- 하네배드
- 꿈왕국과 잠자는 100명의 왕자님
- 너스위치 코무기짱R
- 가르쳐줘 갸루코짱
- 무채한의 팬텀월드
- 재와 환상의 그림갈
- 프린스 오브 스트라이드 얼터너티브
- 하루타와 하루타와 치카는 청춘이다
- 홍각의 판도라
- 부부키 부란키
- 럭 앤 로직
- 마요이가
- 삼자삼엽
- 소년 메이드
- 성전 케르베로스
- 조커 게임
- 엔드라이드
- 쿠마미코
- Re제로부터 시작하는 이세계 생활 시즌1
- 플라잉 위치
- 쇼 바이 락
- 퀄라디아 코드
- 미남고교 지구방위부
- 스칼렛 라이더 젝스
- 아만츄
- 한다군
- 리라이트
- 데이즈
- 유포니엄 2기
- 괴물왕녀
- 파워컨텀맨
- 히다마리 스케치
- 고르고 13
- 제비뽑기 언밸런스(OVA 포함)
- 현시연(1,2기,OVA 포함)
- 페토페토상
- 꽃이 피는 첫걸음
- 꿈을 먹는 메리
- 내일의 요이치
- 누라리횬의 손자 ~ 천년마경
- 드래곤 크라이시스!
- 딸기마시마로 OVA Encore
- 마요치키!
- 바보와 시험과 소환수
- 비즈 게이머
- 어나더
- 아마가미SS+plus
- 여고생 Girl`s High
- 오오카미씨와 7명의 동료들
- 일기당천 2~4기
- 제로의 사역마 1~4기
- 제비뽑기 언발란스
- 케이온
- 퀸즈 블레이드 1·2기
- 킬미 베이비
- 티어즈 투 티아라
- 회장님은 메이드사마
- 파천황 유희
- 팬텀
- 푸른 문학 시리즈
- 프리징
- S.A 스페셜 에이
- MM!
- 누라리횬의 손자 1기
- 늑대와 향신료 1,2기
- 리스토란테 파라디조
- 마리아†홀릭 ALIVE
- 비탄의 아리아
- 식령-제로
- 인피니트 스트라토스 1기
- 엔젤 비트
- WORKING!! 1기
- 카난
- 사후편지
- 바보와 시험과 소환수
- 신의 인형
- 이국미로의 크로와제
- 겐지이야기
- 마시로색 심포니
- 토가이누의 피
- 히다마리 스케치 X 허니컴
- 백화요란 사무라이걸즈
- 무장신희
- 경계선상의 호라이즌
- 너와나
- 오빠지만 사랑만 있으면 상관없잖아
- WORKING! 2기
- 페르소나4
- Un-Go

```
* [천체의 메소드]]
```

- 세계에서 제일 강해지고 싶어
- 투러브 트러블 다크니스 (방영한 지 고작 1년 4개월 만에 판권 만료), 2012년 7월에 방영 예정이었으나 국내 정서상의 이유로 미방영. 추후 2015년 7월 유튜브를 통하여 전 시리즈가 공개.)
- 마켄키
- 그 여름에서 기다릴게
- 미확인으로 진행형
- 나는 친구가 적다
- 나는 친구가 적다 NEXT
- 블랙 록슈터
- 아빠 말 좀 들어라
- 남자고교생의 일상
- 맹렬 우주해적
- 테르마이 로마이
- 가짜 이야기
- 사쿠라 트릭
- Another
- 듀라라라
- 경계선상의 호라이즌 2기
- 너와 나 2기
- 이누X보쿠 시크릿서비스
- 일주일간 친구
- 변태왕자와 웃지 않는 고양이
- 단재분리의 크라임엣지
- 유레카 7 AO
- 전국 컬렉션
- 여름색 기적
- 미래일기
- 언덕길의 아폴론
- 사쿠라다 리셋
- 수수께끼 그녀 X
- 우폿테
- 이것은 좀비입니까?
- 이것은 좀비입니까? OF THE DEAD(2기)
- 기어와라 냐루코양
- 메다카 박스
- 메다카 박스 ABNORMAL
- 극흑의 브륜힐데
- 그래서 나는 H를 할 수 없다
- 내가 인기 없는 건 아무리 생각해도 너희들이 나빠!
- 가난뱅이 신이
- 모야시몬 리턴즈(2기)
- 열등용사의 귀축미학
- 박앵귀 여명록
- 오다 노부나의 야망
- 초역 백인일수 우타코이
- 아르카나 파밀리아
- 여름 눈 랑데부
- 인생 [인생상담 TV애니메이션]
- 전국 바사라 End of Judgement
- DOG DAYS 2기
- 사랑과 선거와 초콜릿
- 절원의 템페스트
- Btooom!
- 리틀 버스터즈!
- 로보틱스 노츠
- 바케모노가타리
- 에비텐 고교 에비스가와 고교 천민부
- 프리징 바이브레이션
- 코드 브레이커
- 네코모노가타리 (흑)
- 내 여자친구와 소꿉친구가 완전 수라장
- 데스 퍼레이드
- 마법전쟁
- 마오유우 마왕용사
- 막부말 의인전 로망
- 비비드 레드 오퍼레이션
- 섬란 카구라
- 암네시아
- 행복 그래피티
- 총황무진의 파프니르
- 학생회의 일존 lv.2
- 팔견전 -동방팔이견문-
- The Unlimited 효부 쿄스케
- 캄피오네!
- 슈타인즈 게이트
- 마법소녀 마도카☆마기카
- 빙과
- 신만이 아는 세계
- 신만이 아는 세계 2기
- 경계선상의 호라이즌
- 너와 나
- 모노가타리 세컨드 시즌
- Venus project Climax

```
* 
혁명기 발브레이브
```

- 액셀 월드
- Btoom!
- 에비텐 공립 에비스가와 고교 천민부
- RDG 레드 데이터 걸
- 백화요란 사무라이 브라이드
- 부르잖아요 아자젤씨
- 성각의 용기사
- 악의 꽃
- 영감!
- 무채한의 팬텀월드
- 취성의 가르간티아
- 카니발
- 푸치마스! 2기
- 갓챠맨 크라우즈 인사이트
- 기어와라! 냐루코양 2기
- 노래하는 왕자님 진심 1000%
- 노래하는 왕자님 진심 2000%
- 로큐브 SS
- 마계왕자
- 모모큔 소드
- 무시부교
- 브라더스 컨플릭트
- 블러드 래드
- 비키니 워리어즈
- 서번트X서비스
- 신이 없는 일요일
- 은수저
- 전파교사
- 청춘X기관총
- 키즈나이버
- 부기팝은 웃지 않는다
- WIXOSS 시리즈
- 초차원 게임 넵튠
- 새 여동생 마왕의 계약자 Departures
- 현시연 2대째
- 환영을 달리는 태양
- 옆자리 세키군
- 마요이가
- 조커 게임
- 모노가타리 시리즈 2nd season
- 골든 타임
- 내 뇌속의 선택지가 전속으로 러브 코미디를 방해하고 있다
- 논논비요리
- 디아볼릭 러버즈
- 리틀 버스터즈 Refrain
- 마탄의 왕과 바나디스
- 벚꽃 사중주 -꽃의 노레-
- 블레이 블루 알터 메모리
- 사무라이 플라멩코
- 아웃브레이크 컴퍼니
- 용사가 되는 나는 마지못해 취직을 결심했습니다
- 은여우
- 잔잔한 내일로부터
- 진지하게 날 사랑해
- 푸른 강철의 아르페지오 ~아르스 노바~
- 웨이크 업, 걸즈!
- 길티 크라운
- 너스 위치 코무기짱 R
- 노부나가 더 풀
- 농림
- 마켄키 2기
- 무지개빛 데이즈
- 바보와 시험과 소환수 2기
- 버디 컴플렉스
- 사쿠라장의 애완 그녀
- 세계정복 ~모략의 즈베즈다~
- 신세계에서
- 위저드 베리스터즈 ~변마사 세실~
- 유리쿠마 아라시
- 울려라! 유포니엄2
- 그날 본 꽃의 이름을 우리는 아직 모른다
- 데이트 어 라이브 시리즈 1기~3기
- 시도니아의 기사
- 투 러브 트러블 다크니스2nd
- 하이스쿨 DxD 시리즈 (1기~4기)
- 비탄의 아리아 시리즈
- 마기 시리즈
- 제로의 사역마 F
- 프리즈마 이리야 시리즈
- 아만츄!
- 중간관리록 토네가와
- 퀄라디아 코드